# Emili Pou y Bonet

Emili Pou y Bonet

Emili Pou y Bonet, auf Katalanisch auch Emili Pou i Benet, auf Spanisch unter dem Namen Emilio Pou Bonet bekannt, (* 17. August 1830 in Palma; † 1888 ebenda) war ein spanischer Ingenieur und Baumeister. Er wurde durch die zahlreichen von ihm erschaffenen Leuchttürme und die Hafenanlagen von Palma und Ibiza bekannt. Er wird auch als „Vater“ der Leuchttürme der Baleareninseln bezeichnet.

## Leben
Emili Pou y Bonet studierte Ingenieurwesen für Wegebau, Kanal- und Hafenwesen und erhielt 1852 sein erstes Diplom als Anwärter. Im Jahre 1854 beendete er als Diplomingenieur sein Studium in Madrid.
1868 wurde Emili Pou zum Leitenden Ingenieur für öffentlichen Bauten der Balearen ernannt. Er plante und leitete unter anderem die Bauarbeiten zur Erweiterung der Hafenanlage von Palma und das Generalprojekt für Verbesserungen am Hafen von Eivissa. 1861 war er auch an der ersten Landstraße der Stadt Eivissa nach Sant Antoni de Portmany beteiligt.
Das Ministerium von Madrid (Ministerio de Eduicación) beauftragt Emili Pou 1869 einen Generalplan zur Beleuchtung der Küsten Spaniens durchzuführen. Im Zusammenhang mit diesen Arbeiten entwarf er das Projekt der ersten Leuchttürme auf den Balearen.

## Arbeiten
Auf den Pityusen plante und leitete er die Bauarbeiten am Far de la Mola auf Formentera (1860–1861), dem Leuchtturm der Insel Es Botafoc auf Ibiza (1859–1862). Der Leuchtturm der Insel Es Porcs (der auch als Leuchtturm von En Pou bekannt ist) wurde 1863 in Betrieb genommen, der Leuchtturm von Sa Conillera (1855–1857). Am Leuchtturm von Sa Punta Grossa in Sant Vicent de sa Cala begannen die Bauarbeiten im Jahre 1864 und endeten 1867. Emili Pou y Bonet leitete auch die Bauarbeiten am Leuchtturm der Insel von Els Penjats, dessen Entwurf jedoch vom Bauingenieur Antonio López stammte.

## Auszeichnungen
Er war Mitglied der Real Academia de Bellas Artes de San Fernando und wurde mit dem Großkreuz des Ordens de Isabel la Católica und dem Komturkreuz von König Karl III. von Spanien ausgezeichnet.
Die Stadtverwaltung Eivissa ernannte Emili Pou y Bonet zum Ehrenbürger der Stadt und eine Straße im Stadtteil La Marina wurde nach ihm benannt.